# Onthophagus sumawacus
Onthophagus sumawacus là một loài bọ cánh cứng trong họ Bọ hung (Scarabaeidae).